# Рябцево (Рузский городской округ)
Рябцево — деревня в Рузском районе Московской области, входит в состав сельского поселения Ивановское. Население 9 человек на 2006 год. До 2006 года Рябцево входило в состав Сумароковского сельского округа.
Деревня расположена на западе района, примерно в 16 километрах к западу от Рузы, на правом берегу реки Правая Педня, недалеко от её впадения в Рузское водохранилище, высота центра над уровнем моря 201 м. Ближайший населённый пункт Лидино — на другом берегу реки.